# クリフォード・カーゾン
クリフォード・マイケル・カーゾン（Clifford Michael Curzon, 1907年5月18日 - 1982年9月1日）はイギリスのピアニスト。

## 経歴
カーゾンはロンドン出身。本来の姓はシーゲンバーグ（Siegenberg）。王立音楽アカデミーに学ぶ。1923年にプロムスで公開デビューを果たし、ヘンリー・ウッドの指揮でバッハの3台のピアノのための協奏曲を演奏した。1928年から1930年までベルリンに留学してアルトゥール・シュナーベルに、その後パリに留学してワンダ・ランドフスカとナディア・ブーランジェにも師事。欧米各地で演奏活動に取り組んだ。カーゾンは「ペルシャの市場にて」などで有名な作曲家、アルバート・ケテルビーの甥であり、ソプラノ歌手マリア・チェボターリが39歳でウィーンで亡くなると、2人の遺児を引き取り養子にした。1977年にナイトに列せられた。
世界的に、特にモーツァルトやシューベルトの解釈で有名である。
また、青年時代は近現代の音楽の擁護者として知られており、レノックス・バークリーのピアノ・ソナタは、カーゾンに献呈されている。
録音嫌いで有名であり、レコードは聴衆の判断基準となるべきではないとの持論であったため、生前のレコード発売は少なかった。しかし、かなりの量の未発表録音が遺されたため、それらは死後にリリースされている。

## 評価
指揮者・ピアニストのダニエル・バレンボイムは、カーゾンについて「音に対する非常に個性的な感性を持っていたーーとくにモーツァルトとシューベルトではそうだった。彼はピアノで鐘の音のような響きを生み出した。また、彼にはワンダ・ランドフスカに学ぶうちに発達した、ほとんどある種のこだわりとさえ言えるほどの独自のリズム感があった」と述べている。